# Premium Gold Collection
Premium Gold Collection es el tercer álbum recopilatorio de la banda de pop rock Glass Tiger. El álbum tiene su más grande éxito «Don't Forget Me (When I'm Gone)», y también otras 16 canciones que fueron tomadas de sus álbumes anteriores. 

## Lista de canciones
1. "Don't Forget Me (When I'm Gone)" (Frew/Reid/Vallance) 4:06
2. "Someday" (Frew/Connelly/Vallance) 3:36
3. "My Town" con Rod Stewart (Connelly/Frew/Parker/Cregan) 4:50
4. "My Song" with The Chieftains (Frew/Reid/Vallance) 3:25
5. "Diamond Sun" (Frew/Vallance)  4:56
6. "Where Did Our Love Go" (Frew, Reid, Vallance) 4:29
7. "I'm Still Searching" (Frew/Reid/Hanson) 3:58
8. "A Lifetime of Moments" (Frew, Hanson) 4:59
9. "Thin Red Line" (Frew/Reid/Connelly) 4:56
10. "Vanishing Tribe" (Frew) 4:05
11. "Ancient Evenings" (Frew) 4:54
12. "Simple Mission" (Frew, Reid) 4:36
13. "I Will Be There" (Frew/Hanson/Connelly) 3:27
14. "Rescued (By the Arms of Love)" (Frew/Parker/Washbrook) 4:15
15. "Blinded" (Connelly, Frew, Dvoskin) 4:35
16. "Animal Heart" (Connelly, Frew, Dvoskin) 3:50
17. "This Island Earth" (Frew, Hanson, Reid) 6:31